# Saint-Malo-des-Trois-Fontaines
Saint-Malo-des-Trois-Fontaines [sɛ̃malodɛtʁwafɔ̃tɛn] est une commune française, située dans le département du Morbihan en région Bretagne.

## Géographie
| Forges de Lanouée     | Mohon                          | Guilliers |
| La Grée-Saint-Laurent | Saint-Malo-des-Trois-Fontaines |           |
| Helléan               | Taupont                        | Loyat     |

### Hydrographie
Pour un article plus général, voir Réseau hydrographique du Morbihan.
La commune est située dans le bassin Loire-Bretagne. Elle est drainée par le Ninian, le Léverin, les Orgons et divers autres petits cours d'eau,.
Le Ninian, d'une longueur de 60 km, prend sa source dans la commune de Laurenan et se jette  dans le canal de Nantes à Brest à Val d'Oust, après avoir traversé 16 communes. 

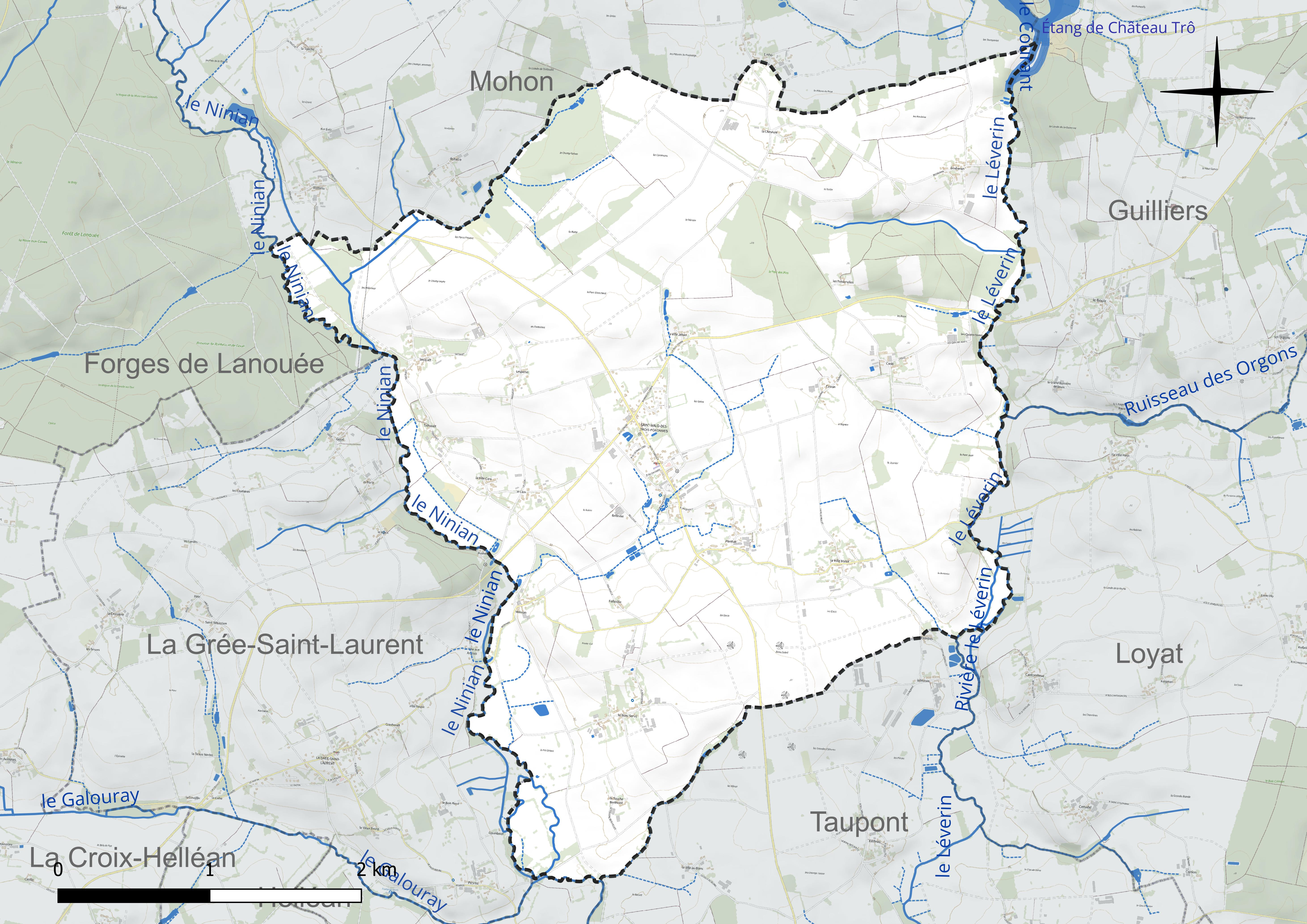
Réseau hydrographique de Saint-Malo-des-Trois-Fontaines.

Le Léverin, d'une longueur de 27 km, prend sa source dans la commune de Ménéac et se jette  dans le Ninian à Helléan, après avoir traversé sept communes. 

### Climat
Pour des articles plus généraux, voir Climat de la Bretagne et Climat du Morbihan.
En 2010, le climat de la commune est de type climat océanique franc, selon une étude du CNRS s'appuyant sur une série de données couvrant la période 1971-2000. En 2020, Météo-France publie une typologie des climats de la France métropolitaine dans laquelle la commune est exposée à un climat océanique et est dans la région climatique  Bretagne orientale et méridionale, Pays nantais, Vendée, caractérisée par une faible pluviométrie en été et une bonne insolation. Parallèlement l'observatoire de l'environnement en Bretagne publie en 2020 un zonage climatique de la région Bretagne, s'appuyant sur des données de Météo-France de 2009. La commune est, selon ce zonage, dans la zone « Intérieur Est », avec des hivers frais, des étés chauds et des pluies modérées.
Pour la période 1971-2000, la température annuelle moyenne est de 11,4 °C, avec une amplitude thermique annuelle de 12,6 °C. Le cumul annuel moyen de précipitations est de 832 mm, avec 13,4 jours de précipitations en janvier et 6,5 jours en juillet. Pour la période 1991-2020, la température moyenne annuelle observée sur la station météorologique la plus proche, située sur la commune de Ploërmel à 11 km à vol d'oiseau, est de 12,0 °C et le cumul annuel moyen de précipitations est de 767,2 mm,. Pour l'avenir, les paramètres climatiques de la commune estimés pour 2050 selon différents scénarios d'émission de gaz à effet de serre sont consultables sur un site dédié publié par Météo-France en novembre 2022.

## Urbanisme

### Typologie
Au 1er janvier 2024, Saint-Malo-des-Trois-Fontaines est catégorisée commune rurale à habitat dispersé, selon la nouvelle grille communale de densité à sept niveaux définie par l'Insee en 2022.
Elle est située hors unité urbaine. Par ailleurs la commune fait partie de l'aire d'attraction de Ploërmel, dont elle est une commune de la couronne,. Cette aire, qui regroupe 19 communes, est catégorisée dans les aires de moins de 50 000 habitants,.

### Occupation des sols
L'occupation des sols de la commune, telle qu'elle ressort de la base de données européenne d’occupation biophysique des sols Corine Land Cover (CLC), est marquée par l'importance des territoires agricoles (86,3 % en 2018), une proportion sensiblement équivalente à celle de 1990 (86,7 %). La répartition détaillée en 2018 est la suivante : 
terres arables (60,7 %), zones agricoles hétérogènes (17,2 %), forêts (10,2 %), prairies (8,5 %), zones urbanisées (3,4 %). L'évolution de l’occupation des sols de la commune et de ses infrastructures peut être observée sur les différentes représentations cartographiques du territoire : la carte de Cassini (XVIIIe siècle), la carte d'état-major (1820-1866) et les cartes ou photos aériennes de l'IGN pour la période actuelle (1950 à aujourd'hui).

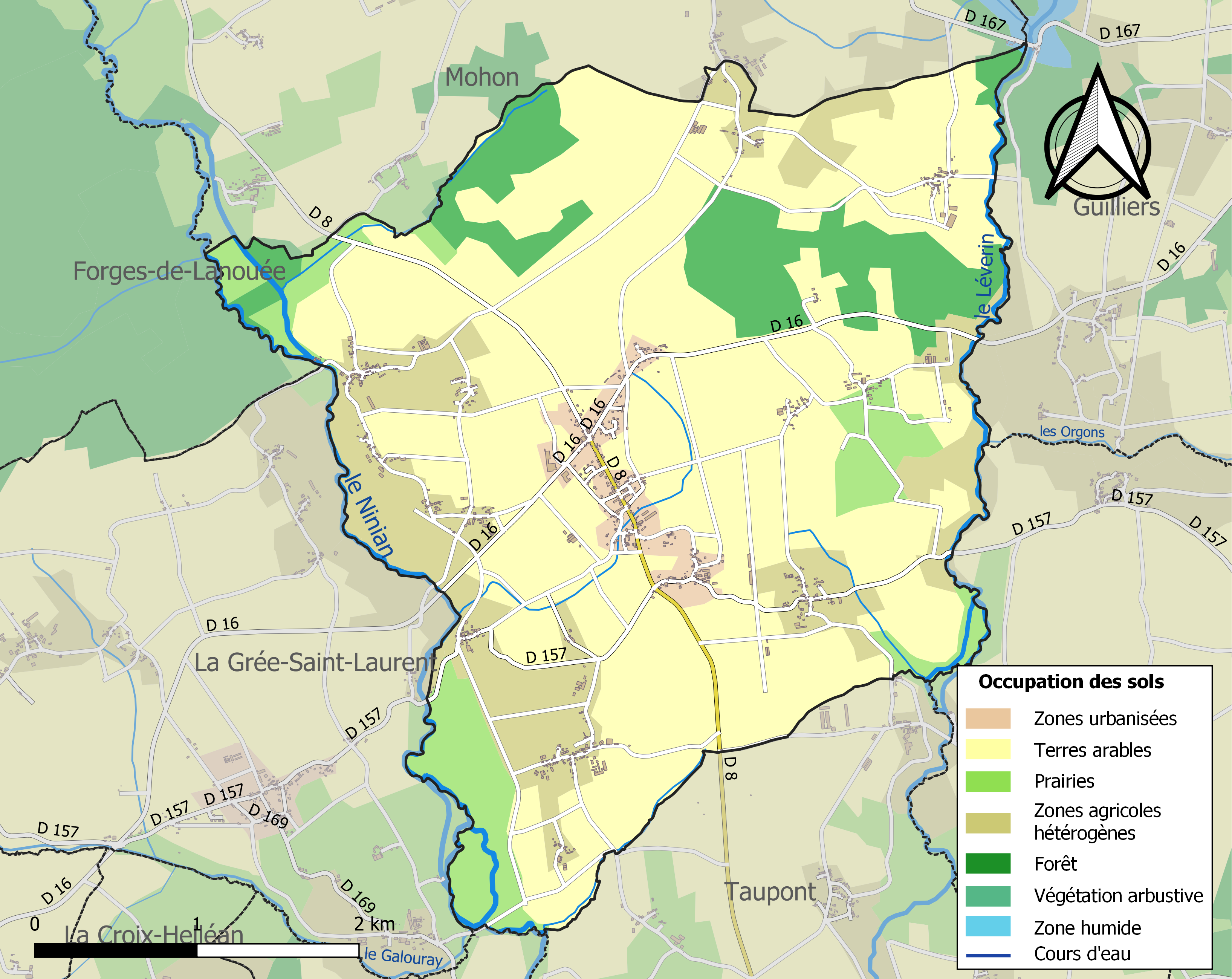
Carte des infrastructures et de l'occupation des sols de la commune en 2018 (CLC).

## Toponymie

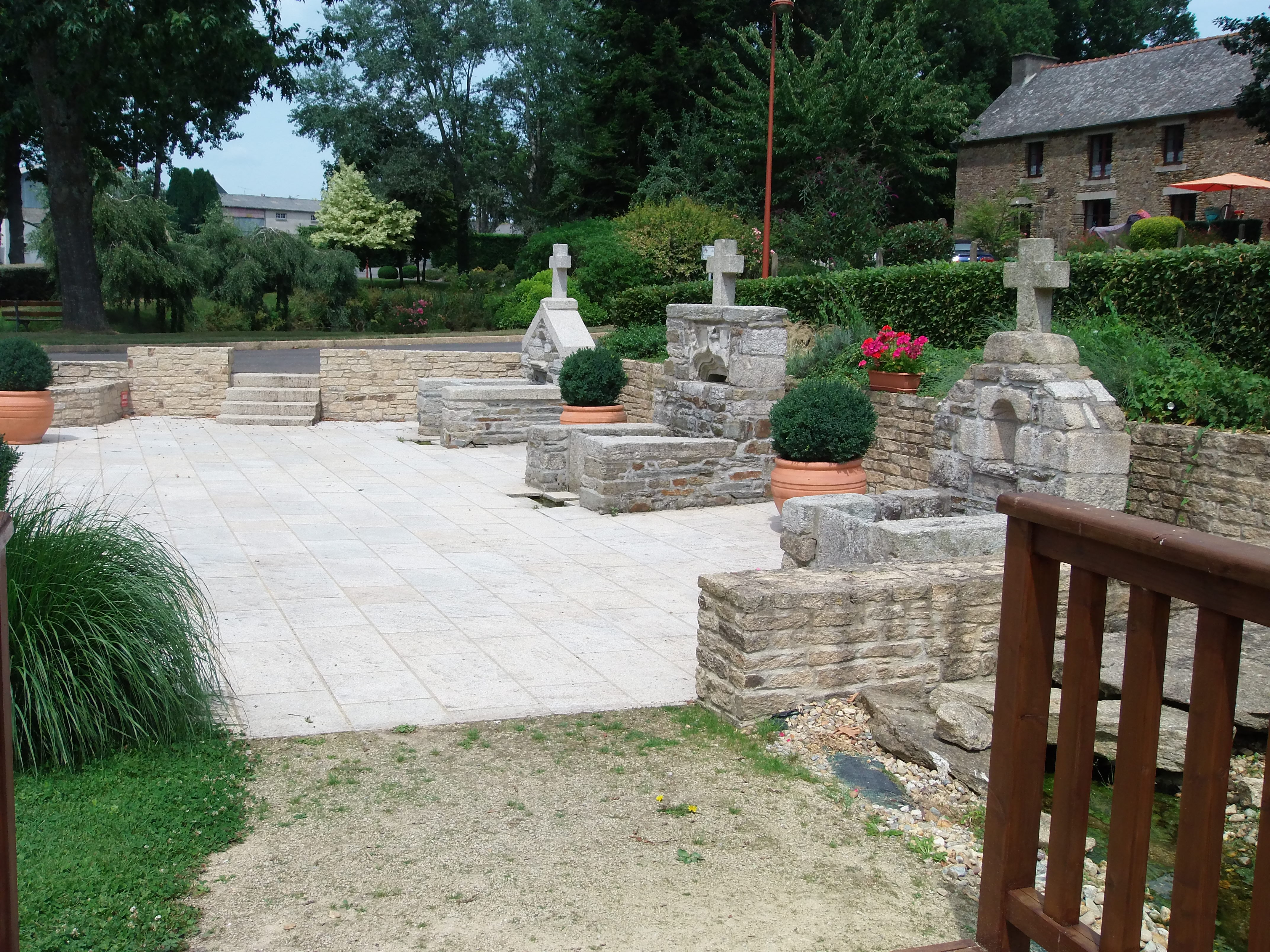
Les trois fontaines dédiées à Saint Malo, à la Vierge et à Saint Mathurin.

Ce n'est qu'en 1846 que Saint-Malo-des-Trois-Fontaines se sépare de Mohon dont elle n'était jusque là qu'une simple chapelle et devient une paroisse indépendante. Saint-Malo-des-Trois-Fontaines est érigé en commune en 1858.
Saint-Malo-des-Trois-Fontaines fait référence aux trois fontaines qui se trouvent dans le village.
Sant-Maloù-an-Teir-Feunteun en breton.
Avec 30 caractères (les tirets et les espaces comptent), la commune de Saint-Malo-des-Trois-Fontaines est ex aequo avec Saint-Étienne-du-Gué-de-l'Isle, la commune de la région Bretagne ayant le nom le plus long depuis qu'en 2024 la commune de « Jugon-les-Lacs-Commune nouvelle » a raccourci son nom en Jugon-les-Lacs.

## Histoire
La commune de Saint-Malo-des-Trois-Fontaines est la plus jeune commune du canton de La Trinité-Porhoët puisqu’elle n’existe que depuis 1858 (elle faisait auparavant partie de la commune de Mohon).

### LeXXesiècle

#### L'Entre-deux-guerres
La ligne de chemin de fer d'intérêt local à voie métrique des Chemins de fer du Morbihan allant de Ploërmel à La Trinité-Porhoët (via Taupont, Helléan, Saint-Malo-des-Trois-Fontaines et Mohon), est déclarée d'utilité publique par la loi du 1er mai 1911 ; elle ouvre le 5 octobre 1915 mais ferme en 1939.

### LeXXIesiècle

#### Le parc éolien de Beausoleil
Le parc éolien de Beausoleil, à cheval sur les communes de Taupont (3 éoliennes) et Saint-Malo-des-Trois-Fontaines (2 éoliennes) a été mis en service en 2010 par Quénéa énergie pour la société belge ElectraWinds ; d'une puissance nominale de 2 000 KWH chacune, leurs turbines ont un diamètre de 82 mètres. Une contestation s'est élevée dans toiute la région contre la multiplication des sites éoliens existants ou en projet dans les environs.

## Politique et administration
| Période                                  | Période  | Identité         | Étiquette | Qualité |
| ---------------------------------------- | -------- | ---------------- | --------- | ------- |
| 2001                                     | 2008     | Michel Oger      | UMP       |         |
| 2008 Réélu en 2014 et 2020               | En cours | Christian Le Noë |           |         |
| Les données manquantes sont à compléter. |          |                  |           |         |

## Démographie
L'évolution du nombre d'habitants est connue à travers les recensements de la population effectués dans la commune depuis 1861. Pour les communes de moins de 10 000 habitants, une enquête de recensement portant sur toute la population est réalisée tous les cinq ans, les populations de référence des années intermédiaires étant quant à elles estimées par interpolation ou extrapolation. Pour la commune, le premier recensement exhaustif entrant dans le cadre du nouveau dispositif a été réalisé en 2007.

En 2022, la commune comptait 562 habitants, en stagnation par rapport à 2016 (Morbihan : +3,82 %, France hors Mayotte : +2,11 %).
| 1861 | 1872 | 1876 | 1881 | 1886 | 1891 | 1896 | 1901 | 1906 |
| ---- | ---- | ---- | ---- | ---- | ---- | ---- | ---- | ---- |
| 774  | 753  | 751  | 763  | 783  | 793  | 776  | 767  | 794  |

| 1911 | 1921 | 1926 | 1931 | 1936 | 1946 | 1954 | 1962 | 1968 |
| ---- | ---- | ---- | ---- | ---- | ---- | ---- | ---- | ---- |
| 779  | 717  | 756  | 786  | 749  | 706  | 659  | 604  | 607  |

| 1975 | 1982 | 1990 | 1999 | 2006 | 2007 | 2012 | 2017 | 2022 |
| ---- | ---- | ---- | ---- | ---- | ---- | ---- | ---- | ---- |
| 557  | 505  | 462  | 498  | 543  | 549  | 556  | 568  | 562  |

## Culture locale et patrimoine

### Lieux et monuments
- Église Saint-Malo.
- Site des Trois-Fontaines.

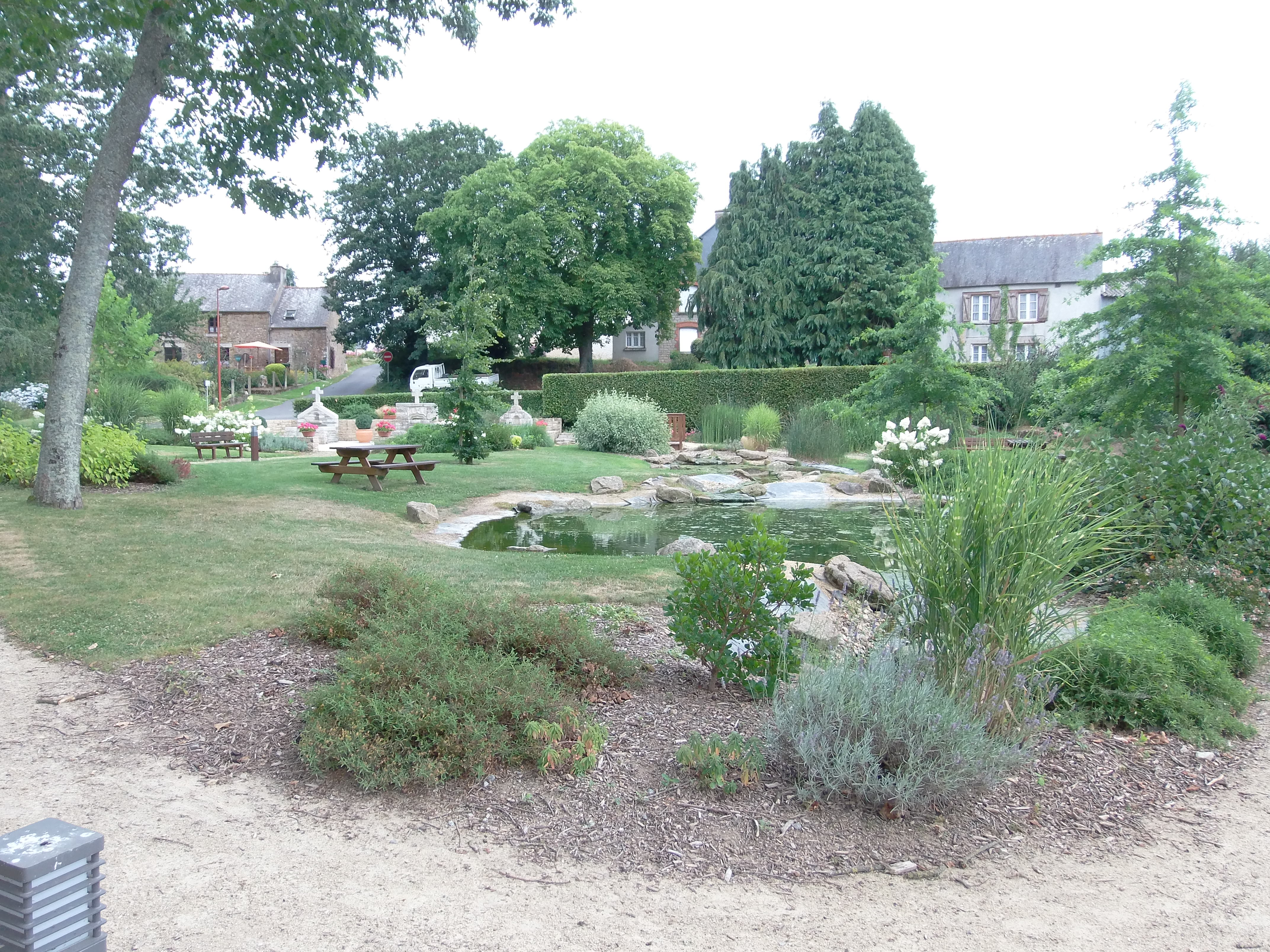
Le site des Trois Fontaines.
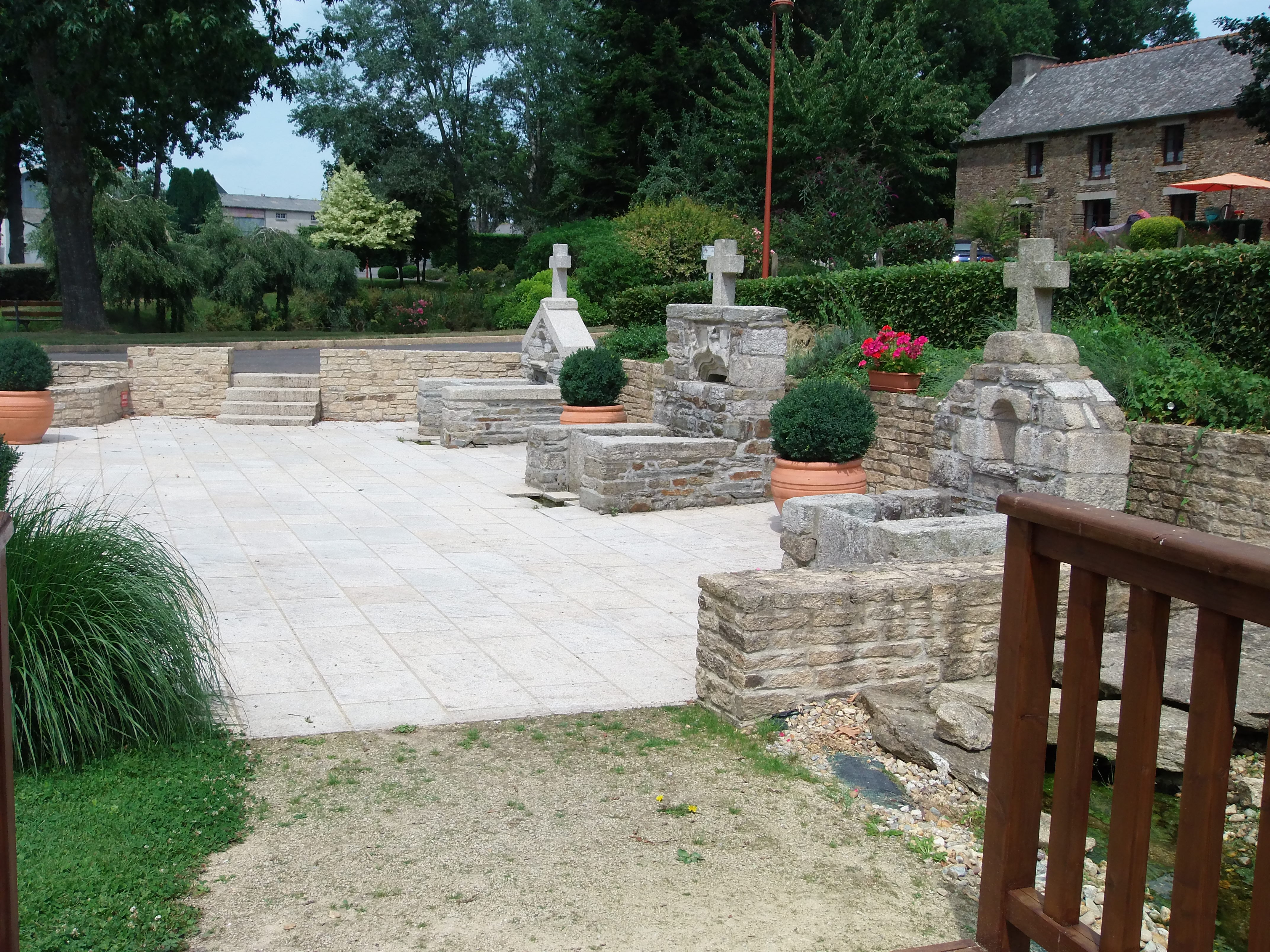
Vue des fontaines depuis le pont.

### Héraldique
|  | Les armoiries de Saint-Malo-des-Trois-Fontaines se blasonnent ainsi : D'argent à une fasce de gueules chargée de trois fontaines du lieu d'or, accompagnée en chef d'un léopard d'azur et en pointe de trois mouchetures d'hermine de sable posées deux et un. Conc. : B. Le Ny-Jégat. |